# 上野村 (岐阜県)
上野村（うえのむら）は、かつて岐阜県揖斐郡にあった村である。
現在の揖斐郡揖斐川町上野に該当する。
池田郡の村であったが、後に揖斐郡の村となった。

## 歴史
- 1871年（明治4年） - 旧来の上野村、広尾村、畑尻村が合併し発足。
- 1889年（明治22年）7月1日 - 町村制により、上野村が発足。
- 1897年（明治30年）4月1日[2] - 池田郡が大野郡の一部と合併して揖斐郡となる。当村は揖斐郡の所属となる。
- 1897年（明治30年）4月1日 - 小島村、岡村、和田村、上東野村、市場村、瑞岩寺村、白樫村、新宮村、黒田村が合併し、改めて小島村が発足。同日上野村廃止。